# Allium strictum
Allium strictum là một loài thực vật có hoa trong họ Amaryllidaceae. Loài này được Schrad. mô tả khoa học đầu tiên năm 1809.